# Arrondissement de Garmisch-Partenkirchen
L'arrondissement de Garmisch-Partenkirchen est un arrondissement (Landkreis en allemand) de Bavière (Allemagne) situé dans le district (Regierungsbezirk en allemand) de Haute-Bavière.
Son chef-lieu est Garmisch-Partenkirchen.

## Villes, communes et communautés d'administration
(nombre d'habitants en 2006)
| Märkte 1. Garmisch-Partenkirchen (26 148) 2. Mittenwald (7 735) 3. Murnau am Staffelsee (12 136) Gemeindefreies Gebiet 1. Ettaler Forst (83,46 km2) Verwaltungsgemeinschaften 1. Ohlstadt (Communes Eschenlohe, Großweil, Ohlstadt et Schwaigen) 2. Saulgrub (Communes Bad Bayersoien et Saulgrub) 3. Seehausen am Staffelsee (Communes Riegsee, Seehausen am Staffelsee et Spatzenhausen) 4. Unterammergau (Communes Ettal et Unterammergau) | Gemeinden 1. Bad Bayersoien (1 174) 2. Bad Kohlgrub (2 427) 3. Eschenlohe (1 612) 4. Ettal (828) 5. Farchant (3 712) 6. Grainau (3 599) 7. Großweil (1 425) 8. Krün (1 888) 9. Oberammergau (5 290) 10. Oberau (3 052) 11. Ohlstadt (3 273) 12. Riegsee (1 154) 13. Saulgrub (1 695) 14. Schwaigen (610) 15. Seehausen am Staffelsee (2 453) 16. Spatzenhausen (787) 17. Uffing am Staffelsee (2 988) 18. Unterammergau (1 472) 19. Wallgau (1 414) |